# Joseph Wattebled
Joseph Wattebled (Calais, 1885 - 1979) fue un profesor de escuela y fotógrafo aficionado francés que vivió en la localidad de Mondicourt, donde fue también secretario municipal y perito.
Sus negativos en placas de cristal de 9x 12 cm. fueron encontrados en el Rastro de Madrid por el fotógrafo español Paco Gómez que los adquirió atraído por la calidad artística de las imágenes y desconociendo en ese momento la identidad del autor de las mismas.
Todo el archivo fotográfico recuperado de Joseph Wattebled fue realizado entre los años 1903 y 1941. Este incluye fundamentalmente:
- Retratos de miembros de su familia y conocidos en Mondicourt y alrededores, incluyendo una vista del puente de ferrocarril sobre el río Helpe Majeure cerca de Liessies
- Instantáneas durante un viaje en Rolls Royce con un grupo de amigos por los Alpes franceses, incluyendo una visita a Annecy y vistas del muelle de Napoleón
- Imágenes de un viajes por el sur de Francia
- Fotografías en el casco urbano de Le Portel (que sería completamente destruido durante la Segunda Guerra Mundial)
- Numerosas imágenes estivales de las playas de Mers-les-Bains que capturan fielmente el periodo de entreguerras en esta estación balnearia típica de la costa Atlántica francesa.

En 1941 muere su segunda hija, Annie, de una pericarditis a la edad de quince años, momento en el que abandona la fotografía.
Aunque no haya ninguna prueba documental de que durante su vida el propio Wattebled concibiese sus fotografías como algo más que un mero álbum familiar, el redescubrimiento de su obra por parte de Paco Gómez ha redefinido el valor artístico de su corpus fotográfico, en algunos casos comparando parte de su obra con la de Richard Avedon, August Sander o Jacques Henri Lartigue.